# Marco Antonio Ginanni
Marco Antonio Ginanni (Ravenna, 27 marzo 1690 – Ravenna, 1770) è stato un letterato, politico e araldista italiano, scrisse il miglior trattato di araldica tra quelli anteriori al XIX.

## Biografia
Nacque dal conte Prospero e dalla contessa Isabella Fantuzzi. La famiglia paterna era di antica origine ungherese trasferitasi dalla fine del XV secolo. Quella materna originava invece dal ceppo bolognese dei Fantuzzi anch'essi trasferitisi a Ravenna nello stesso periodo. Nella prima infanzia perse entrambi i genitori e venne allevato dal nonno paterno, assieme al fratello minore Giuseppe, di due anni più piccolo. Ricevette la prima educazione scolastica nel "Collegio dei Nobili" di Ravenna e successivamente studiò lettere e filosofia presso il Collegio Clementino di Roma, retto dai Padri Somaschi, al quale fu affidato.

Terminati gli studi rientrò a Ravenna dove si aggregò con entusiasmo alla vita culturale della città divenendovi ben presto uno dei pilastri. Iniziò la sua attività letteraria con una sessantina di sonetti, quasi tutti pubblicati in raccolte del tempo. Era assai versato anche nell'oratoria per cui volentieri prendeva parte alla locale vita amministrativa . Infatti già nel 1722 era stato eletto tra i Capi piori e nel 1731 Capo-magistrato del Collegio dei Savi di Ravenna.

Svolse ambascerie presso i “Legati di Romagna” e si occupò di questioni di rilievo della pubblica amministrazione. Tuttavia profuse il suo maggior impegno a favore delle due   accademie ravennati, quella dei “Concordi” e quella degli “Informi” dove fu apprezzato per i suoi frequenti e dotti interventi, sopratto alla seconda di cui fu protettore; dal 1720 ne ospitò le riuniuni nel suo palazzo e nel 1729 ne fu dichiarato “principe perpetuo”, carica alla quale rinunciò solo in tarda età, al declinare della sua salute. Inoltre contribuì all'attività degli informi anche componendo espressamente prose e rime e presiedendo regolarmente alle riunioni. Sposò Alessandra Gottifredi dalla quale nel 1716 gli nacque il figlio Francesco. Nel 1769 problemi di salute lo obbligarono ad abbandonare le attività pubbliche.
La sua notorietà attuale è comunque legata in modo particolare all'opera di cui egli andò maggiormente fiero, ossia "L’arte Del Blasone dichiarata per alfabeto", un testo ricco di illustrazioni, Venezia 1756, giudicato il miglior trattato di araldica tra quelli anteriori al secolo XIX.

## Opere
- "L’arte del Blasone dichiarata per alfabeto" - con le figure necessarie per la intelligenza de’ termini in molte tavole impresse in rame, e tre indici, due delle voci in franzese, e latino, uno de’ nomi delle famiglie, comunità e società, di cui vi sono l’Arme blasonate. Opera del conte Marc’Antonio Ginanni – 1756, Venezia, presso Guglielmo Zerletti;
- Nella elezione in protettore della città di Ravenna del Cardinale Roberto Bentivoglio, legato. Ragionamento. Ravenna 1722;
- Prefazione per l'Accademia degli Informi nella erezione della statua nel pubblico palazzo al Cardinale Giulio Alberoni. Ravenna 1738;
- Introduzione all'Accademia degli Informi mentre si eresse nella piazza pubblica la statua di CLemente papa XIII. Ravenna 1738.
- Dichiarazione del conte Marc'Antonio di Prospero Ginanni intorno a un monogramma.